# Thanksgiving

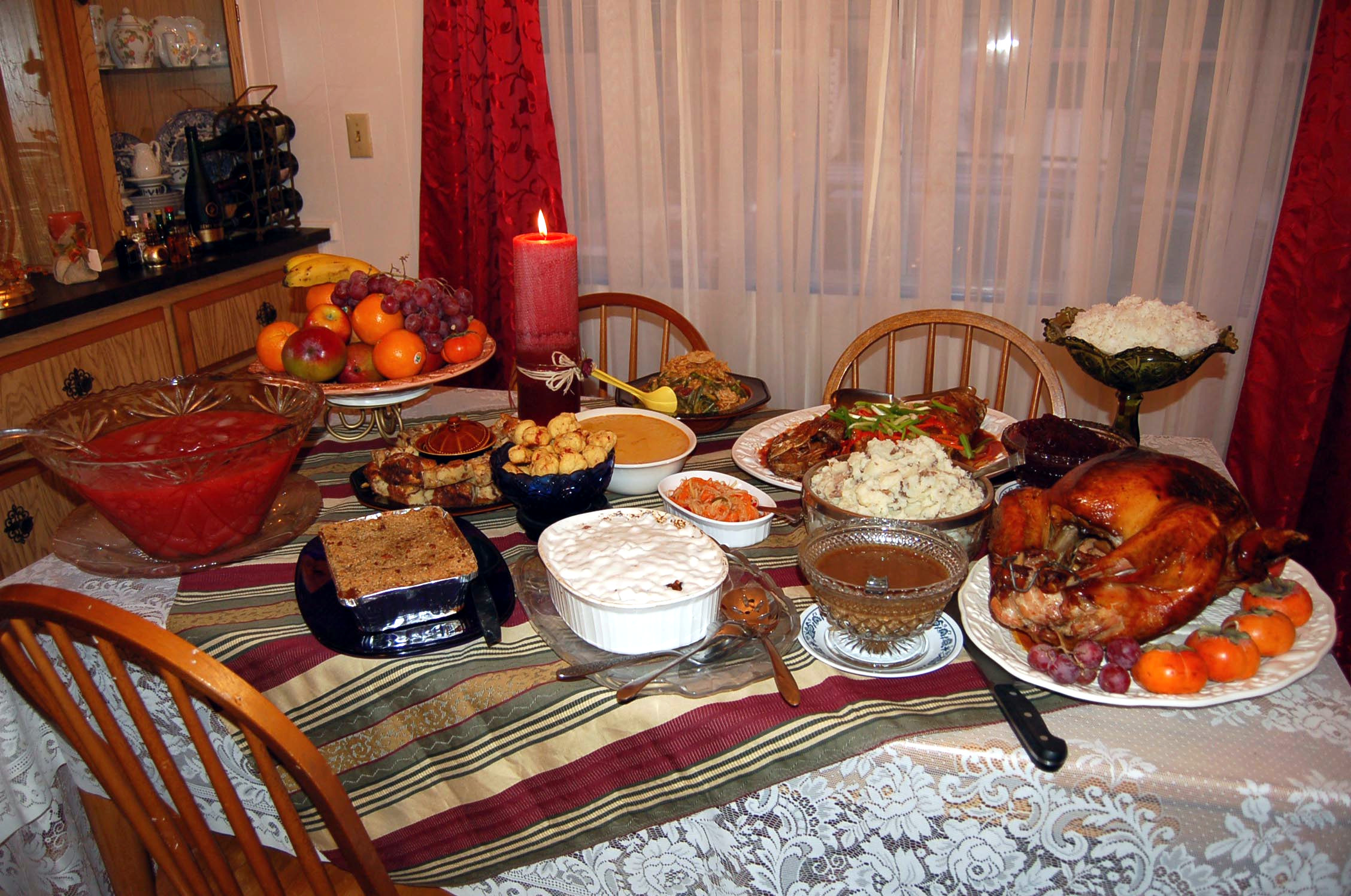
Bestandteile eines typischen Thanksgivingessens in den USA (2005)

Tischgebet einer US-amerikanischen Familie zu Thanksgiving (1942)

Thanksgiving (englisch für „Danksagung“) ist ein in den Vereinigten Staaten und Kanada gefeiertes Erntedankfest, dessen Form stark von der europäischen Tradition dieses Festes abweicht.
In den Vereinigten Staaten ist der Thanksgiving Day ein staatlicher Feiertag, der am vierten Donnerstag im November gefeiert wird. Das Fest zitiert Elemente aus dem Pionierleben der Pilgerväter (Plymouth Colony) und trägt somit einen gewissen nationalen Charakter. Thanksgiving ist in den Vereinigten Staaten das wichtigste Familienfest im Jahr, außerdem werden von vielen Familien auch Freunde oder andere Gäste eingeladen. 
In seinem Mittelpunkt steht eine große Mahlzeit, meist ein Abendessen. Da sich oft alle Generationen einer Familie versammeln und sie zum Teil über alle Landesteile verstreut leben, herrscht auf Flughäfen und Straßen des Landes rund um das Fest weitaus mehr Verkehr als zu allen anderen Jahreszeiten.
In Kanada wird das Fest am zweiten Montag im Oktober gefeiert. Dort ist Thanksgiving in den meisten Provinzen ein Feiertag, so dass er eines der beliebten langen Wochenenden im Jahr bildet. Das Fest war ursprünglich auf den 12. Oktober (Columbus Day, der Tag, an dem die „Neue Welt“ entdeckt wurde), terminiert, wurde aber – wie auch der Columbus Day in den USA – auf einen Montag verlegt.

## Geschichte

### Ursprung
Es gibt verschiedene Ansichten darüber, wo der Startpunkt für Thanksgiving-Festlichkeiten zu setzen ist. Die erste bekannte Erntedankfestlichkeit in Nordamerika wurde von Francisco Vásquez de Coronado und dem Stamm der Caddo am 23. Mai 1541 im Gebiet des heutigen Texas begangen. Dabei wurde die Entdeckung von Nahrungsmitteln durch die Expedition der Spanier gefeiert.
Ein ähnliches Fest fand einige Jahre später am 8. September 1565 in St. Augustine, Florida, statt, wo Pedro Menéndez de Avilés und seine Leute ihre sichere Landung in der „Neuen Welt“ feierten.
Das erste anglophone Erntedankfest fand möglicherweise 1578 auf Neufundland statt, wo der Seefahrer Martin Frobisher die sichere Rückkehr von einer Expedition zur Suche nach der Nordwestpassage feierte.

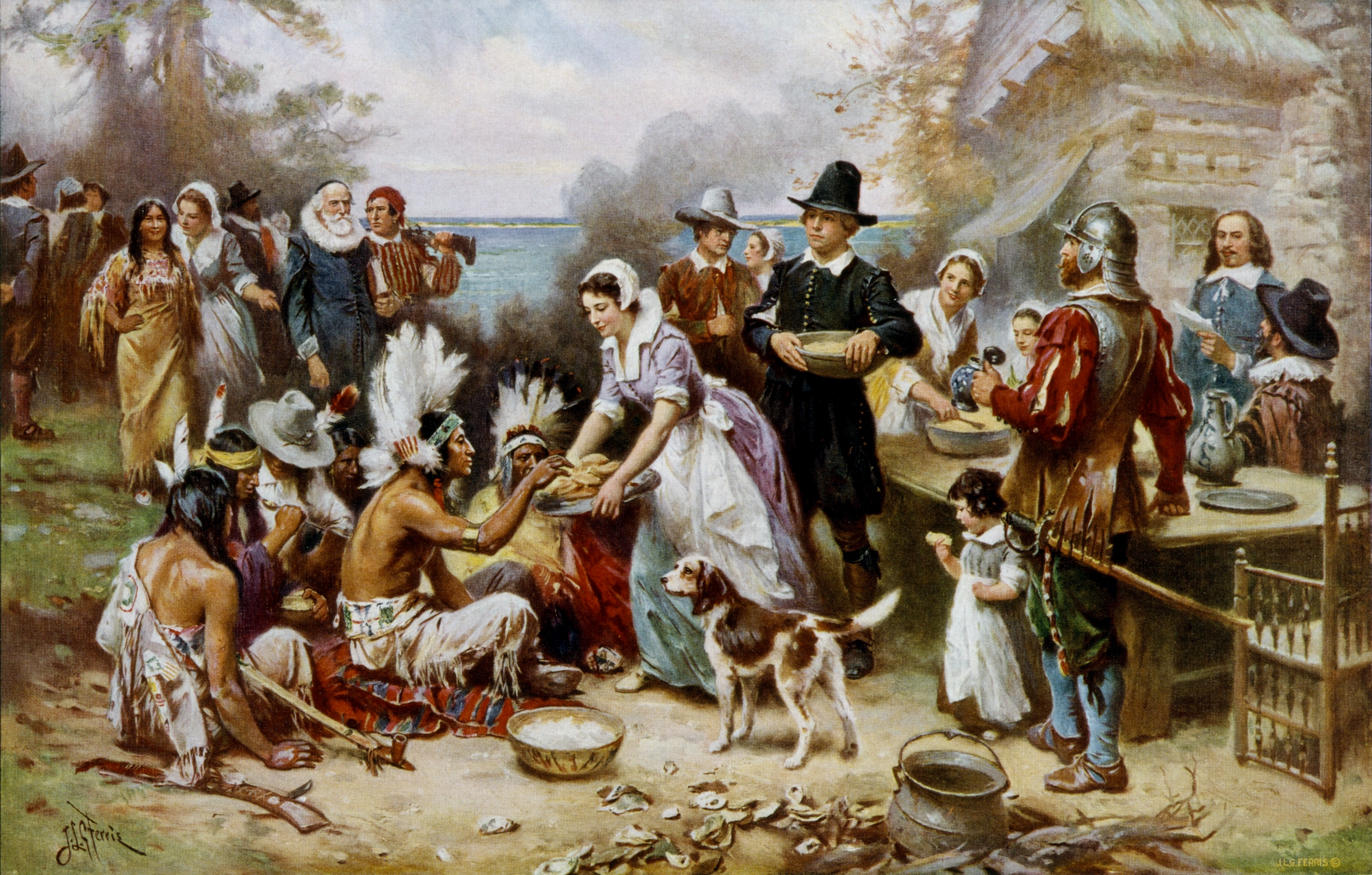
Thanksgiving in Massachusetts 1621 in einem Gemälde von 1912

Ein weiteres Fest wurde am 4. August 1619 im heutigen Virginia begangen, wo 38 Kolonisten ihre Ankunft aus England feierten.
Als die Pilgerväter bei Plymouth Rock in Massachusetts landeten, feierten sie zusammen mit den einheimischen Wampanoag im Herbst 1621 ein dreitägiges Erntedankfest. Ohne deren Hilfe hätten sie den folgenden Winter nicht überlebt. Ca. 90 Wampanoag und 50 Kolonisten sollen an dieser Feier teilgenommen haben; sie ist aber geschichtlich nicht belegt. Die Ureinwohner sagen, dass ihre Erntedankfeste bereits viele Jahre vorher stattgefunden haben. Der Beginn dieser Feiern ist bisher aber auch nicht belegt. Sowohl die Amerikaner als auch die Kanadier führen ihr heutiges Thanksgiving auf dieses Fest zurück. Die Loyalisten brachten das amerikanische Thanksgiving nach dem Unabhängigkeitskrieg nach Kanada.

### Weitere Entwicklung
Einen ersten Thanksgiving-Tag als US-Präsident propagierte George Washington am 3. Oktober 1789. Präsident Abraham Lincoln setzte den Termin des nationalen Feiertags am 3. Oktober 1863 auf den letzten Donnerstag im November eines jeden Jahres fest. 1939 versuchte Franklin D. Roosevelt, den Feiertag auf den vorletzten Donnerstag zu verschieben, um die Konjunktur durch eine längere Einkaufssaison vor Weihnachten anzukurbeln (der November 1939 hatte fünf Donnerstage). In den folgenden zwei Jahren gab es teilweise widersprüchliche Regelungen in den einzelnen Bundesstaaten, bis der Kongress 1941 als Kompromiss den Feiertag auf den vierten Donnerstag im November festsetzte.

### Rezeption
Unter den amerikanischen Ureinwohnern wird dieser Feiertag sehr kontrovers diskutiert. So war der Grund, weshalb Squanto auf dem Fest der Pilgerväter mit ihnen Englisch sprechen konnte, der, dass er davor zusammen mit anderen Wampanoag von Kapitän Thomas Hunt nach England verschleppt worden war. Später wurden die Wampanoag durch von den Siedlern eingeschleppte Krankheiten und Kriege stark dezimiert und schließlich in Reservate gesperrt. In der folgenden Besiedlung des Kontinents durch die Europäer wurden einige Indianerstämme komplett vernichtet und die übrigen in Reservate gesperrt. Die meisten Nachkommen der Überlebenden sehen heute nicht viel Sinn darin, die Ankunft der Pilgerväter auch noch zu feiern.

## Bräuche

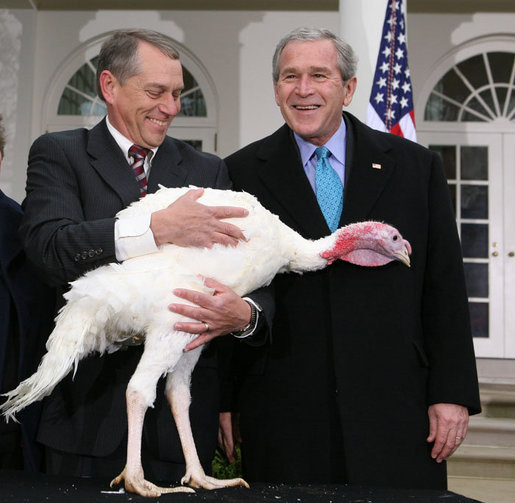
US-Präsident George W. Bush (rechts) an Thanksgiving 2006 im Weißen Haus

Der Thanksgiving Day ist in den USA ein staatlicher Feiertag, der am vierten Donnerstag des Monats November gefeiert wird. Um ihr Wochenende zu verlängern, nehmen sich Arbeitnehmer gern zusätzlich am Freitag frei. Dafür hat sich der Begriff Black Friday (engl. für „Schwarzer Freitag“) eingebürgert. Auch Schulen und Universitäten machen daraus häufig eine vier- bis fünftägige unterrichtsfreie Zeit. Noch heute kommt meist die ganze Familie, einschließlich Großeltern, Tanten, Onkel, Cousins, Cousinen und Kinder, zusammen.
Obwohl Thanksgiving ein nationaler Feiertag ist, wird dieser alljährlich erst einige Tage vorher förmlich vom Präsidenten der Vereinigten Staaten proklamiert. In der Proklamation spricht der US-Präsident regelmäßig wichtige Ereignisse des abgelaufenen oder auch des kommenden Jahres an. Überdies bringt er den Dank der Nation an Gott zum Ausdruck.
Zum traditionellen Thanksgiving-Essen gibt es Gerichte, die es schon beim ersten Thanksgiving-Fest gegeben haben soll: einen gebratenen und gefüllten Truthahn (Roasted oder Stuffed Turkey) mit einer reichhaltigen Auswahl an Beilagen und Nachspeisen wie Cranberry-Sauce, Süßkartoffeln, heißem Apfel- und kaltem Pumpkin Pie sowie Gemüse wie   Erbsen und Mais.
Im Weißen Haus hat sich die National Thanksgiving Turkey Presentation etabliert, bei der die Industrieverbände alljährlich dem Präsidenten einen Truthahn überreichen, den die Präsidenten seit den 1990ern üblicherweise „begnadigen“; das Tier wird nicht geschlachtet.
Das Thanksgiving-Essen wird oft von einem Dankgebet begleitet, oder jeder sagt der Reihe nach, wofür man in diesem Jahr besonders dankbar ist. Solche Bräuche variieren stark von Familie zu Familie oder dem jeweiligen Freundeskreis. Ein Brauch ist es beispielsweise, dass zwei Festteilnehmer das getrocknete Gabelbein („Wishbone“) des Truthahns jeweils mit dem kleinen Finger auseinanderziehen, bis es in zwei Teile zerbricht. Der, dessen Stück größer ist, hat einen Wunsch frei. Zu Thanksgiving sind, anders als zu Weihnachten, Geschenke unüblich.

## Black Friday
Zum Black Friday (dem Freitag nach Thanksgiving) gewährt der Einzelhandel traditionell hohe Rabatte. Dieser Tag wird häufig für die ersten Weihnachtseinkäufe genutzt, ab dann wird in der Öffentlichkeit zunehmend weihnachtlich dekoriert. Für die Wirtschaft ist der Umsatz dieses Tages ein wichtiger Stimmungsindikator.